# Gabriele Schneider
Gabriele Schneider (* 29. März 1905 in Doblen, Gouvernement Kurland, Russisches Kaiserreich; † 26. Juni 1967 in Prenzlau) war eine deutsche Lehrerin und Politikerin der SED. Mit Mandat des DFD gehörte sie von 1954 bis 1958 der 2. Volkskammer der DDR an.

## Leben
Schneider entstammte der Familie eines deutschbaltischen Arztes. 1935 schloss sie in Lettland die Ehe mit dem Kaufmann Gerhard Schneider. Im Zuge der Umsiedlung der Deutsch-Balten wurde die Familie Schneider in Posen ansässig; in Folge der Winteroffensive der Roten Armee gelangten die Eheleute in der zweiten Januarhälfte 1945 bei der Evakuierung der deutschen Zivilbevölkerung aus dem Wartheland nach Prenzlau. Nach der Besetzung der Stadt durch die Rote Armee war Gabriele Schneider ab dem 5. Mai 1945 bei der sowjetischen Kommandantur als Dolmetscherin beschäftigt. Im Jahre 1947 schied sie aus dem Dienst der Kommandantur aus und erhielt eine Anstellung als Russischlehrerin an der Oberschule  Prenzlau. Den 150. Geburtstag des russischen Nationaldichters Alexander Puschkin nahm Schneider zum Anlass, um für ihre Schule den Ehrennamen „Puschkin-Oberschule“ zu beantragen. Die feierliche Namensverleihung erfolgte am 11. Juni 1949, zugleich erfolgte auch die Umbenennung der Schwedter Straße in Puschkinstraße. Zum 1. September 1952 wurde Gabriele Schneider zur stellvertretenden Leiterin ihrer Schule ernannt.
Nach der Abschottung der DDR wurde die systemtreue Lehrerin, die bereits seit 1958 unter der Bespitzelung des MfS stand, als nicht mehr politisch zuverlässig angesehen und 1961 als stellvertretende Schulleiterin der Puschkin-EOS abgelöst. Am 3. Juli 1965 ging sie in den Ruhestand. Zwei Jahre später verstarb sie.

## Politik
1946 wurde Gabriele Schneider Mitglied der SED. Zudem war sie in diversen Massenorganisationen, wie FDGB, DFD, DSF und Kulturbund zur demokratischen Erneuerung Deutschlands.
Ab 1950 gehörte Schneider dem Kreistag des Landkreises Prenzlau und von 1952 bis 1954 dem Kreistag des neuen Kreises Prenzlau an, aus dessen Mitte wurde sie in den Rat des Kreises gewählt. Außerdem war sie Mitglied des Bezirksvorstandes Neubrandenburg des DFD. Am 16. Mai 1954 erfolgte Schneiders Wahl zur Ersten Vorsitzenden des Kreisvorstandes Prenzlau des Kulturbundes.
Bei der Volkskammerwahl 1954 wurde Schneider als Vertreterin des DFD auf die Einheitsliste der Nationalen Front gesetzt und damit auch „gewählt“. Bis zum 16. November 1958 war sie Abgeordnete der 2. Volkskammer der DDR.

## Bespitzelung durch das MfS
1958 wurden die Eheleute Gerhard und Gabriele Schneider – beides Mitglieder der SED – wegen angeblicher Spionage für die Geheimdienste der USA denunziert. Das MfS leitete einen operativen Vorgang (OV) gegen Familie Schneider ein, der u. a. den Einsatz von Spitzeln und die Verwanzung der Wohnung in der Puschkinstraße 27 bumfasste. Gegen Gabriele Schneider wurde dabei im Teil-OV „Contra“ ermittelt. Beweise für eine Spionagetätigkeit konnten jedoch nicht erbracht werden; festgestellt wurde lediglich, dass in der Wohnung Schneider „laufend Feindsender“ wie der Londoner Rundfunk, Sender Freies Berlin und RIAS gehört wurden. Im Zusammenhang mit der am 21. November 1960 erfolgten Flucht aus der DDR des Lehrers und Leiters des Prenzlauer Puschkinchors, Heinz Paul, geriet Familie Schneider erneut in den Fokus des MfS, das mit dem OV „Treffpunkt“ vergeblich einen Nachweis für eine Unterstützung der Flucht Pauls durch Gabriele Schneider zu erbringen suchte. Den Eheleuten wurde jedoch eine negative Einstellung gegen die DDR und UdSSR attestiert.

## Auszeichnungen in der DDR
- 1950: Aktivistennadel
- 1954: Medaille für ausgezeichnete Leistungen
- 1956: Verdienter Lehrer des Volkes
- Ehrenzeichen der Gesellschaft für Deutsch-Sowjetische Freundschaft